# Võrumõisa
Võrumõisa är en ort i Estland. Den ligger i Võru kommun och landskapet Võrumaa, i den södra delen av landet, 220 km sydost om huvudstaden Tallinn. Võrumõisa ligger 79 meter över havet och antalet invånare är 146.
Terrängen runt Võrumõisa är platt. Runt Võrumõisa är det glesbefolkat, med 18 invånare per kvadratkilometer. Närmaste större samhälle är Võru, 1,9 km söder om Võrumõisa. Omgivningarna runt Võrumõisa är en mosaik av jordbruksmark och naturlig växtlighet.